# Dévímáhátmja
Dévímáhátmja (v anglickém úzu  Devi Mahatmya) je jedním z hlavních spisů hinduistického proudu šaktismu.

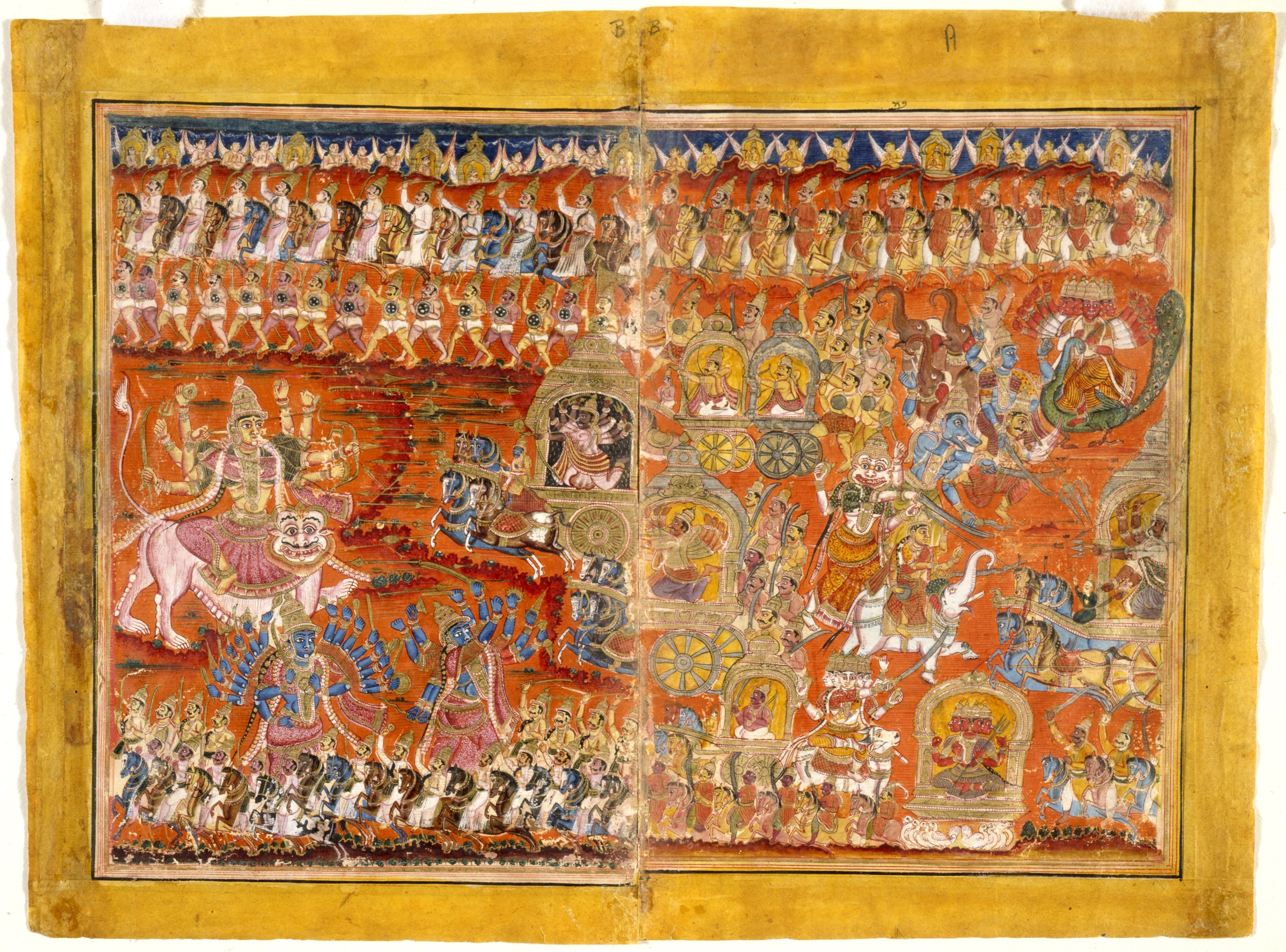
Ilustrace bitvy mezi bohyněmi Kálí a Saptamatrikas ve spisu Déví Máhátmja

Jedná se o hlavní védský spis, jenž obsahuje úvod, 13 kapitol a závěr. Jednotlivé kapitoly postupně pojednávají o inkarnacích bohyně Déví (viz dále Šaktismus#Uctívaná_božstva). 

13 kapitol obsahuje celkem 700 veršů. Jednotlivé komentáře a pokyny k rituálům se mohou lišit podle vydání.

## Česká vydání
Devímáhátmja: oslava bohyně. Ze sanskrtu přeložil Zdeněk Štipl, Praha: Academia 2023.